# Wapen van Edens

Wapen van Edens

Het wapen van Edens is het dorpswapen van het Nederlandse dorp Edens, in de Friese gemeente Súdwest-Fryslân. Het wapen werd in 1997 geregistreerd.

## Beschrijving
De blazoenering van het wapen in het Fries luidt als volgt:
yn goud in út de skyldfoet opriizjende griene terp, belein mei in klaver oan in tukje, alles fan goud; fan boppe beselskippe fan twa blommen út it skerm fan de swanneblom; yn it skyldhaad in geande, goudene liuw.
De Nederlandse vertaling luidt als volgt: 
in goud een uit de schildvoet oprijzende groene terp, belegd met een klaver aan een takje, alles van goud; van boven vergezeld van twee bloemen uit het scherm van de zwanenbloem; in het schildhoofd een gaande, gouden leeuw.
De heraldische kleuren zijn: goud (goud), sinopel (groen) en keel (rood).

## Symboliek
- Groene terp: duidt op de terp waar het dorp op gelegen is.[2]
- Klaver aan takje: ontleend aan het wapen van het geslacht Van Burmania dat een stins bewoonde op de dorpsterp.[2]
- Zwanenbloemen: waren reeds in gebruik als dorpssymbool.[2]
- Leeuw: afkomstig van de klok van de plaatselijke kerk van Edens.[2]

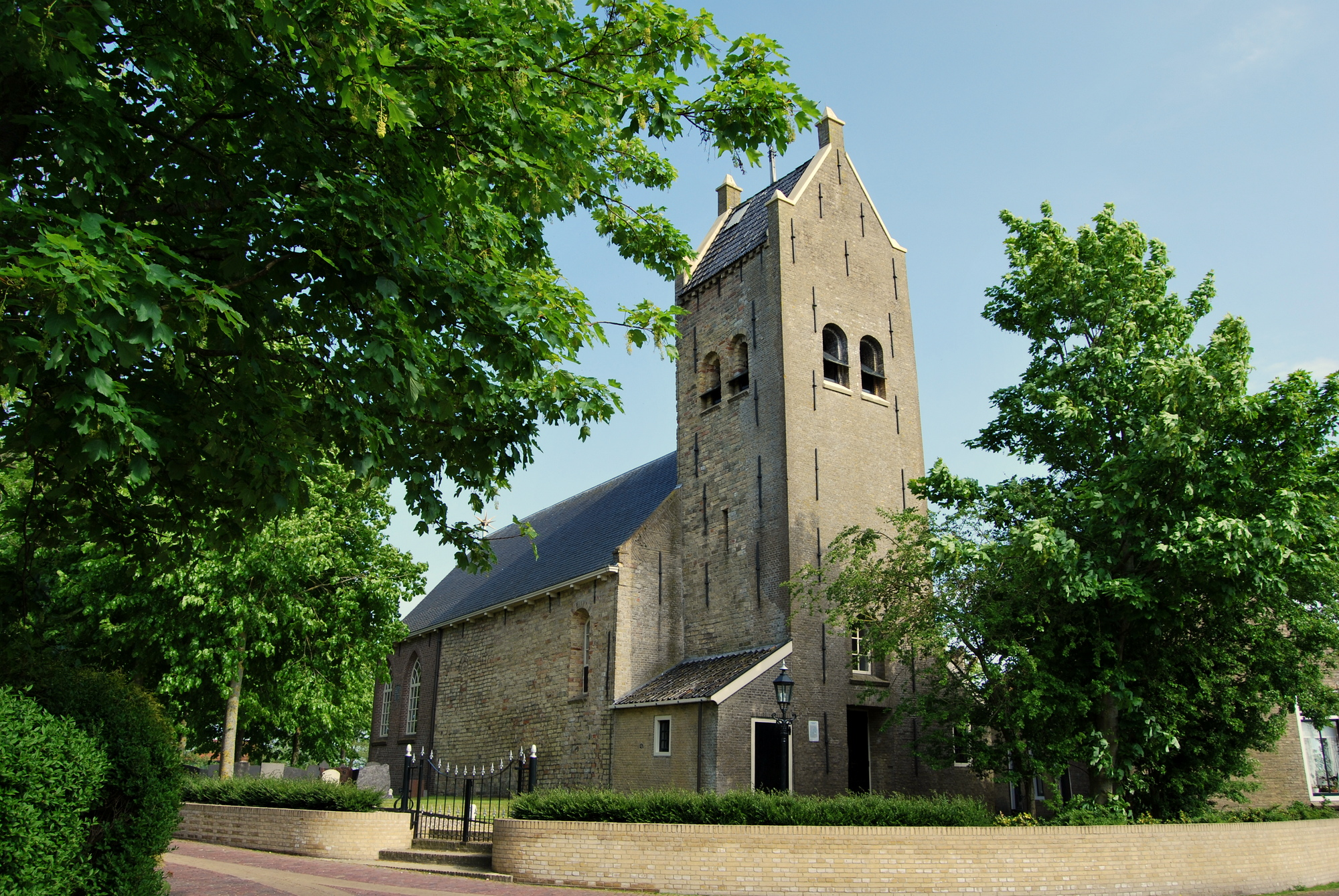
De hervormde kerk van Edens.
Het wapen van Van Burmania.

## Zie ook

Vlag van Edens